# Yderup
Yderup ligger i Østjylland og er en meget lille landsby og et ejerlav i Lyngby Sogn, Hasle Herred.
Før kommunalreformen 1. april 1970 i Borum-Lyngby Kommune, nu Aarhus Kommune i Region Midtjylland. Byen gennemskæres af jernbanen mellem Aarhus og Randers, åbnet i 1862. 
Største ejendom: Yderupgård. Denne ejes af Skov- og Naturstyrelsen, der fra år 2000 tilplantede en større del som bidrag til True Skov.
Mellem Yderup og landsbyen True åbnede i 2007 True Svæveflyveplads.
|  | Denne artikel om lokaliteten Yderup kan blive bedre, hvis der indsættes et (bedre) billede. Du kan hjælpe ved at afsøge Wikimedia Commons for et passende billede eller lægge et op på Wikimedia Commons med en af de tilladte licenser og indsætte det i artiklen. |

56°10′59″N 10°3′26″Ø / 56.18306°N 10.05722°Ø